# 软糖
软糖又名橡皮糖，是一种较柔软且微有弹性的胶状糖果，主要成份为多糖胶（如果胶、卡拉胶、琼脂）或明胶，多为半透明。大部分软糖的含水量较高，且多为水果味，其形状也因不同的种类和需要而制成各种形状。这类糖果起源于德国的软糖熊。

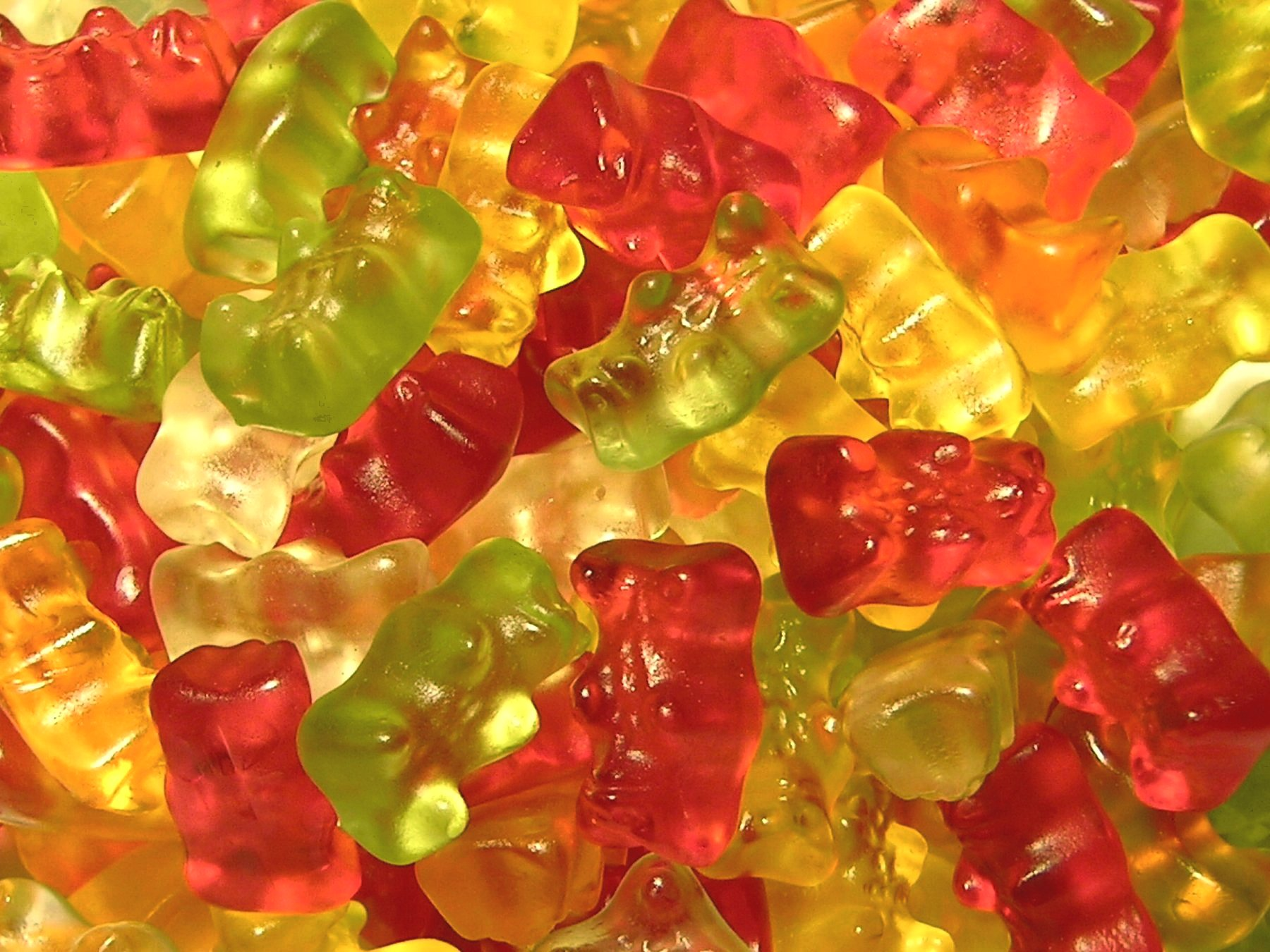
哈瑞寶公司的軟糖熊

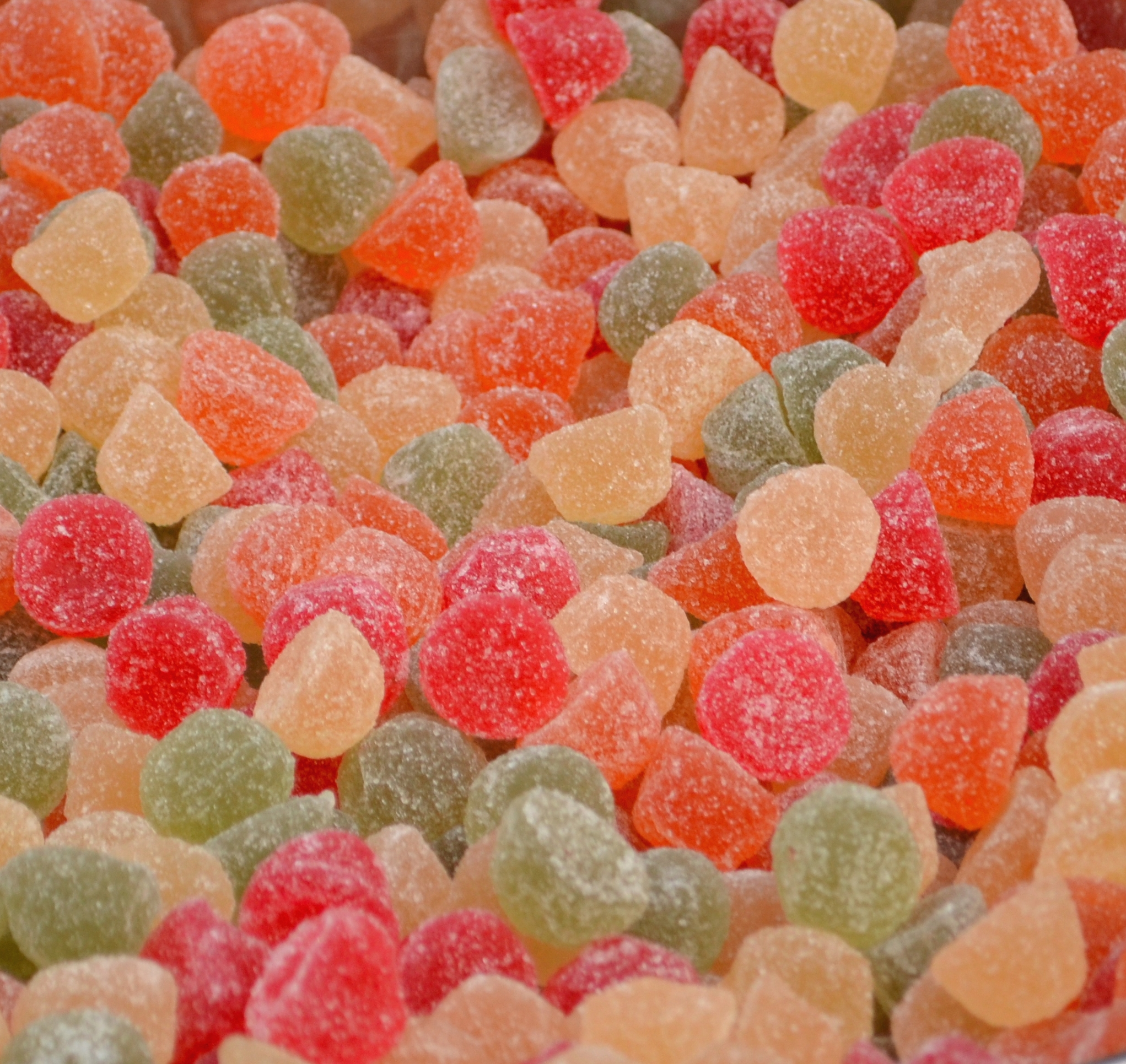
撒上糖粉的軟糖